# Horàcia (tribu)
La tribu Horàcia va ser una de les 35 tribus romanes amb dret de vot. Era una de les tribus rústiques. Se la suposa relacionada amb la família dels Horatii, d'origen patrici, coneguts per la llegenda del combat dels Horacis i Curiacis.